# Tsubata
Tsubata (jap. 津幡町 Tsubata-machi) – miasto w Japonii, na wyspie Honsiu, w prefekturze Ishikawa. Według danych na rok 2020 miejscowość zamieszkiwało 36 957 mieszkańców , a gęstość zaludnienia wyniosła 334,2 os./km².